# アームストロング・ホイットワース アーゴシー (初代)

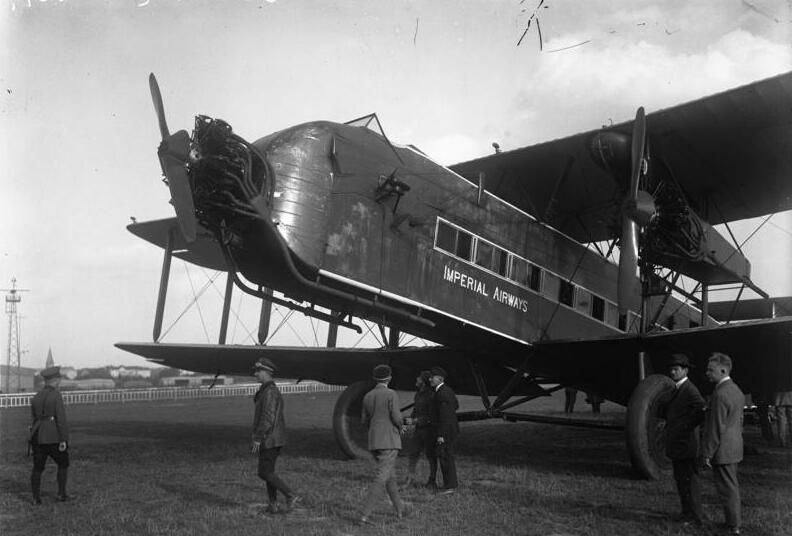
Armstrong Whitworth A.W. 154 Argosy

初代のアームストロング・ホイットワース アーゴシーは戦間期にイギリスで開発された旅客機である。
インペリアル・エアウェイズの注文により開発されたアームストロング・ホイットワース社初の民間機である。開発にあたっては過去に同社が製造した軍用機の経験が活かされている。鋼管の骨格に布張りの外板を持つ大型の複葉機で、エンジンは385hpのアームストロング・シドリ ジャガーを機首に1発、左右(上下翼間)に1発ずつの計3発搭載している。中央エンジンの直後に開放式コックピットがあり、乗員2名がここに横並びに搭乗する。胴体には当時としては多い20名までの乗客を収容できた。
1926年7月3日にヘンドンにて原型機が初飛行、続いて2機が飛行し、数度の試験飛行の後にインペリアル・エアウェイズは3機とも定期便に投入、4機の追加発注も行なわれ1929年までに全て納入され合計7機が使用された。墜落事故により3機が失われたが、4機は大きな事故を起こさずに運行を続け、1934年まで現役であった。

## 性能
- 全長　19.66m
- 全幅　27.43m
- 全高　5.79m
- 全備重量　8150kg

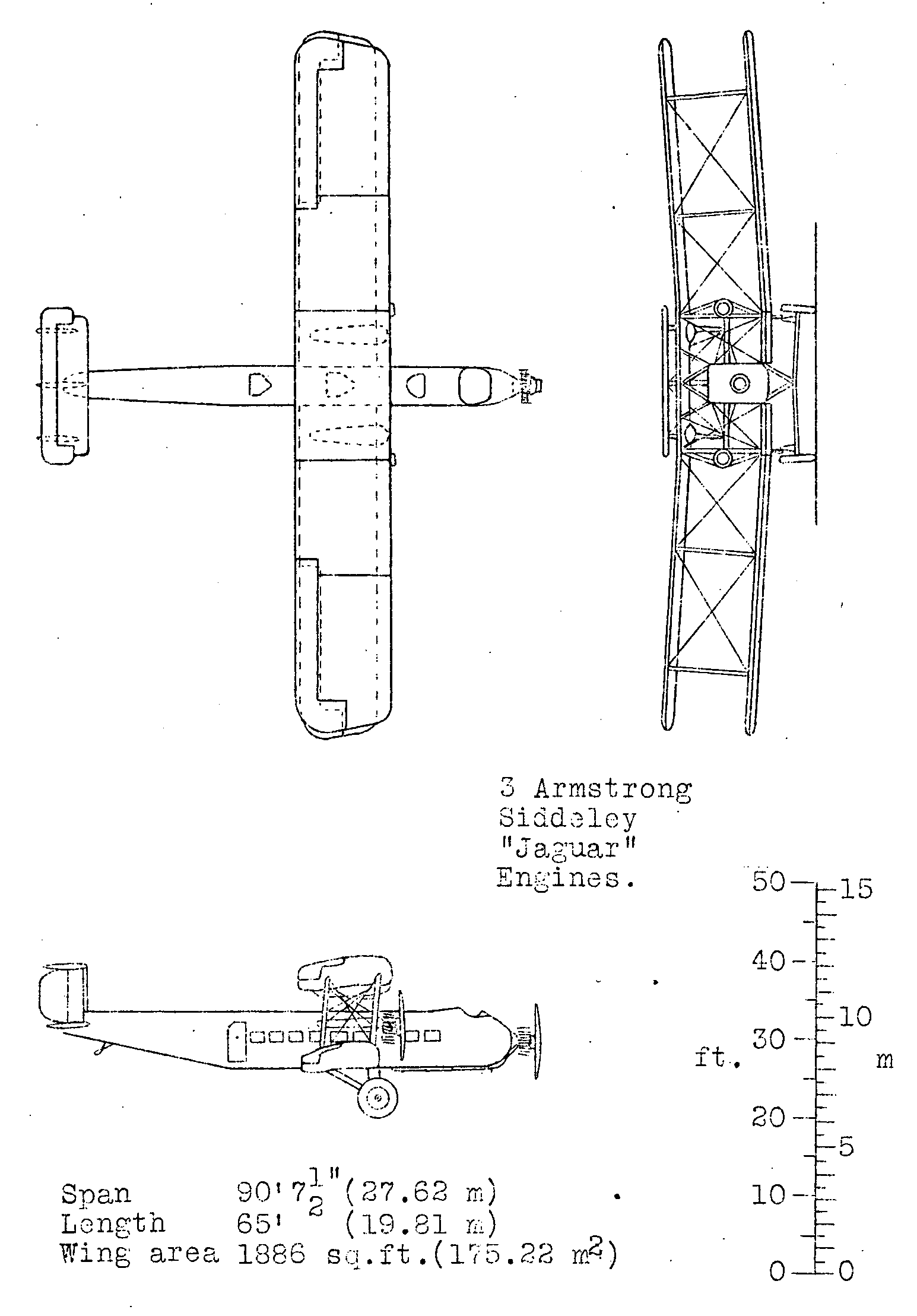
Armstrong Whitworth A.W. 154 Argosy

- エンジン　アームストロング・シドリ ジャガー、空冷14気筒複列星型385hp×3
- 巡航速度　145km/h
- 航続距離　650km
- 乗員　2名
- 乗客　20名